# 堀添茂樹
堀添 茂樹（ほりぞえ しげき、1933年8月2日 - 2012年10月5日）は、日本の実業家である。宮崎県出身。

## 略歴
セイユース伸びゆく青年の会初代会長を務め、歩け歩け運動を全国に広めた発起人でもある。万歩計もこの運動によって開発されたものである。
その後、堀添 茂樹と副会長である大平正樹(父は後に通産大臣と内閣総理大臣を歴任した大平正芳)と当時の労働大臣であった原健三郎にユースワーカーの必要性を力説し財団法人の認可を取得する。
堀添 は豊富な人脈により藤井丙後や水上達三、斎藤英四郎など経済界の大物を次々に後任につけ財団の地位を飛躍的に向上させる。
株式会社日本熱研を勝海舟4代目当主、勝芳孝と設立し、社長に就任。幾多の功績をおさめる。中でも新潟県六日町で行われた熱融解による融雪実験はNHKでも取り上げるほど世界的な反響をとりこみ、一躍有名になる。

### 年表
- 1945年9月　満州国にて玉音放送を聞き、残留孤児が数万人にも及ぶ中、ただ一人奉天（満州国）より帰国した。
- 1965年　7月  テレビ東京の人気番組、今週のアングルにて当時の運輸大臣であった小坂徳三郎と対談、政局への鋭い指摘は国政選挙にも大きな影響を及ぼした。余談ではあるが、ジャーナリスト顔負けの評論は後に首相となる大平正芳から特訓された激しい稽古による涙の結晶であるとし、この頃から大平正芳を敬愛すようになった

その後、大平正芳の息子である大平正樹副会長と共に当時の原健三郎労働大臣にユース会の必要性を力説し提案し財団法人ユースワーカー協会として認可された。
理事には新日鉄の藤井丙午副社長、三井物産の水上達三社長、稲山寛新日鉄社長、斎藤英四郎会長、杉山ロータリークラブ会長・イトーヨーカドー社長、NTTドコモ大賀会長を迎え、経団連会長の平岩外四を会長に推した。

堀添の実弟である勝身は終身理事長を務め、ベトナム政府より大統領特別功労賞を受けた。
- 1991年 12月 東京都渋谷区に日本ベンチャーシー・シーを設立。廃棄プラスティックの再生、遠赤外線発生基盤の製造・開発し、日本経済界にも一石を投じる。。
- 2003年 10月　演劇「西郷と大久保」で準主役を務め、第二代内閣総理大臣　黒田清隆を演じ大物俳優からも一目を置かれる存在となる。尚、当時西郷隆盛役で出演していたのは後に内閣総理大臣になる野田佳彦である。